# Dom Juan (Molière)

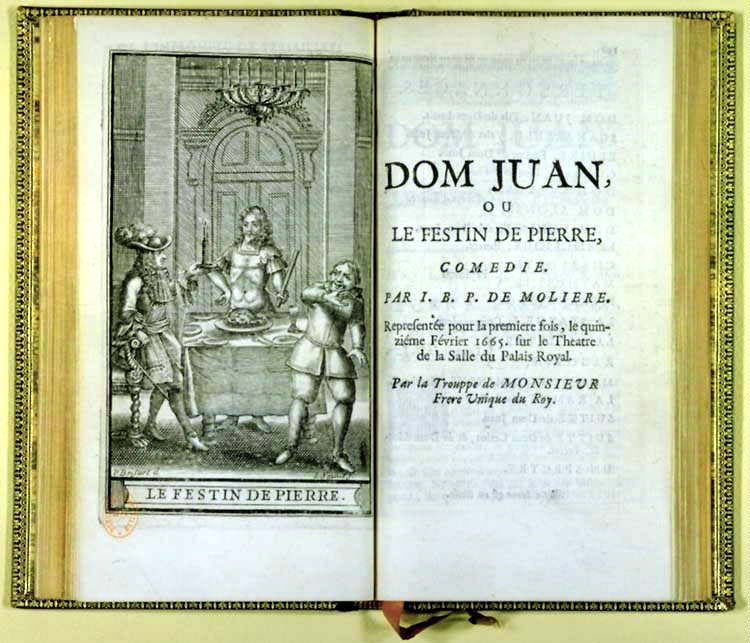
Eerste pagina van Dom Juan (editie van 1682).

Dom Juan (oorspronkelijke titel: Dom Juan ou le Festin de Pierre) is een komedie van Molière die bestaat uit vijf bedrijven die respectievelijk drie, vijf, vijf, acht en zes scènes bevatten. Het stuk maakte deel uit van een serie toneelstukken met hypocrisie als het centrale thema, waartoe ook Tartuffe en L'École des femmes behoorden. Dom Juan werd voor het eerst opgevoerd op 15 februari 1665 in het Théâtre du Palais-Royal te Parijs, met Molière in de rol van Sganarelle.

## Personages
- Dom Juan, zoon van Dom Louis
- Sganarelle, knecht van Dom Juan
- Done Elvire, vrouw van Dom Juan
- Gusman, schildknaap van Done Elvire
- Dom Carlos en Dom Alonse, broers van Done Elvire
- Dom Louis, vader van Dom Juan
- Charlotte en Mathurine, boerinnen
- Pierrot, boer en minnaar van Charlotte
- Het Standbeeld van de Commandeur
- La Violette en Ragotin, lakeien van Dom Juan
- Meneer Dimanche, handelaar
- La Ramee, vechtersbaas
- Francisque, een arme man
- een spook

## Samenvatting

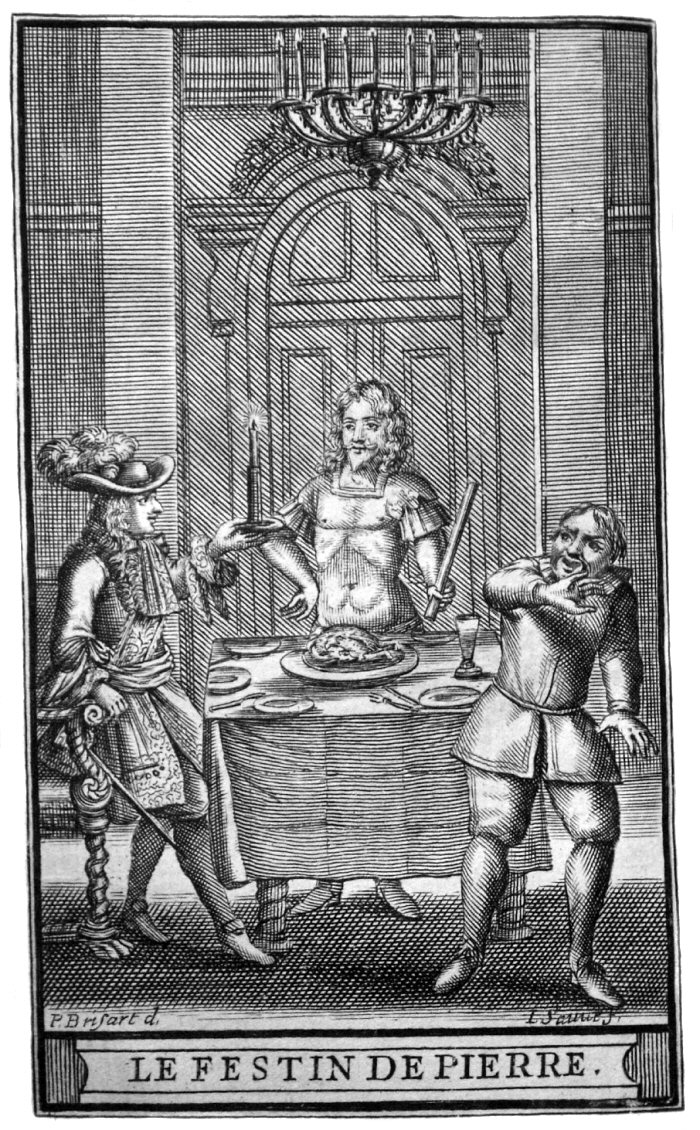
Eerste pagina ontworpen door Pierre Brissart en gegraveerd door Jean Sauve voor de postume uitgave (uit 1682) van de werken van Molière. De afbeelding toont Don Juan, Sganarelle en het standbeeld van de Commandant (Act IV, Scene 8)

Het stuk gaat over een ontrouwe, wispelturige en vrijzinnige verleider. Dom Juan is een jonge man met blauw bloed. Hij woont samen met zijn trouwe knecht, Sganarelle, in Sicilië. Dom Juan heeft een zwak voor vrouwen. Hij verovert zowel de harten van de edele jonkvrouwen als van hun dienstmeisjes. Enkel het spel van verleiden interesseert hem. Wanneer Dom Juan beslist een eind te maken aan een verhouding, voelen de jonge vrouwen zich telkens bespot en onteerd. Maar een van hen, namelijk Done Elvire, zal het hem heel lastig maken door onder andere de komst van haar twee broers. Zij komen naar Sicilië om Dom Juan te zoeken en hem te straffen voor de schande die hij hun heeft aangedaan, door Done Elvire uit een klooster te halen om met haar te trouwen, maar haar vervolgens te laten vallen.

## Ontvangst
Dit stuk, dat geschreven werd vlak na Tartuffe, waarin Molière de hypocrisie van bepaalde religieuzen hekelde, wekte bij de eerste opvoering een enorm protest op bij de religieuze bevolking. Zij beschouwden het stuk als een verheerlijking van de vrijzinnigheid. Het enige personage dat waarde hecht aan de godsdienst, blijkt Sganarelle te zijn. Zijn geloof heeft erg veel mee van bijgeloof en zijn rol is dan ook duidelijk humoristisch ingevuld. Vanaf de tweede opvoering ondergaat het stuk dus een grondige verandering. Molière wordt verzocht bepaalde scènes (onder andere de scène met de arme man) en replieken ("Mijn loon! Mijn loon!") te schrappen die de spot zouden drijven met de godsdienst. De komedie wordt pas uitgegeven in 1682, in veelal ingekorte versies, en pas in 1884 wordt het stuk voor de eerste keer opnieuw gespeeld in zijn originele versie.
Molière liet zich inspireren door het hoofdpersonage van El Burlador de Sevilla y Convidado de piedra van Tirso de Molina. Het enige verschil is dat die Spaanse Dom Juan, een ware vrouwenversierder en godslasteraar, bij de ontknoping van het verhaal om vergiffenis vraagt voordat hij sterft.

## Molières bedoelingen
In zijn verhaal heeft Molière een personage gecreëerd dat alle ondeugden van zijn tijd in zich heeft waarmee hij zijn doelen, zijn overtuigingen en zijn redeneringen verklaart. Waarom Molière echter een personage neerzet dat niet door en door slecht is, is niet helemaal duidelijk. Dom Juan is intelligent en moedig. In de discussies met Sganarelle, met zijn schuldeiser en met zijn vader, haalt hij steevast de bovenhand. Maar toch kan het publiek niet anders dan zijn cynisme en hypocrisie te verafschuwen.
Eigenlijk gaat het stuk over de vrijzinnigheid en zijn uitspattingen. Molière is een aanhanger van de vrijzinnigheid, maar respecteert wel de religieuze opvattingen. Hij bindt vooral de strijd aan met elke vorm van hypocrisie, of die nu van religieuze of van vrijzinnige aard is. Dom Juan is tot alles bereid om zijn pleziertjes te bevredigen. Het einde van het stuk is heel dubbelzinnig. Weliswaar wordt Dom Juan met de dood gestraft voor zijn zonden. Hij wordt lichamelijk kapotgemaakt (Molières aantekeningen voor de acteurs verwoorden het zelfs als "opgeslokt door de aarde"). De ontknoping lijkt dus moreel te zijn (zoals men kon verwachten in die tijd). Maar kan men evenwel zeggen dat een held overwonnen is als hij liever sterft dan af te zien van zijn overtuigingen?

## Analyse van het werk

### Dom Juan
Dom Juan of de buitensporigheid
Sommigen zien in Dom Juan het ultieme voorbeeld van de buitensporigheid en het bewijs van een morele grenzeloosheid. Hij is een voorname Spaanse heer, jong en mooi, maar ook een slecht man met een gehele onbeschaamdheid, die soms zelfs gewelddadig is. Dom Juan hanteert zonder veel moeite de ironie en het sarcasme, de onbeschoftheid en de belediging, de oneerbiedigheid en de brutaliteit. Zijn veroveringen bezorgen hem zekere vijandschappen en duels die hij niet uit de weg gaat. In relaties met zijn naasten straalt hij een zeker cynisme uit, vooral ten opzichte van zijn vader (Dom Louis) en hij stelt de christelijke en sociale omstandigheden in vraag. Zijn vrijzinnigheid is het symbool van zijn onafhankelijkheid. Hij houdt van uitdagingen, zelfs tot op het laatste: het etentje met het Standbeeld van de Commandeur, die eerder vermoord werd door Dom Juan, en die hem naar het Hellevuur zal brengen. Hij verpersoonlijkt een hardvochtig gevecht tussen het classicisme en de barok. Net zoals Prometheus bevrijdt hij zich met de dood, hij belandt namelijk in een triomfantelijke overmaat.
Een personage dat z'n boekje te buiten gaat
Dom Juan schendt de regels van de zeden, want hij is een verleider en respecteert het huwelijk niet. Dom Juan is een meester in het verleiden. Hij verleidt alle vrouwen, ook degene die verloofd zijn (in de scène met Charlotte en Pierrot).
Hij overtreedt de sociale regels, leeft afgezonderd, is constant op de vlucht (met name voor de broers van Elvire) en vormt een gevaar voor de maatschappij, omdat hij alle vrouwen verleidt.
Dom Juan staat ook lijnrecht tegenover de regels die hem opgelegd zijn door zijn hoge afkomst en door zijn vader. Ten opzichte van deze laatste voelt hij geen enkel respect en hij verwenst hem zelfs (akte IV). Hij weigert zich te gedragen zoals dat van iemand van zijn rang verwacht wordt. Zijn vader, Dom Louis, beschuldigt hem ervan, in een tirade die men weleens als "Corneillaans" zou kunnen bestempelen, de schande van de familie te zijn.
Dom Juan maakt zich ook schuldig aan hoogmoed. Hij gelooft enkel dat "twee en twee gelijk is aan vier". Hij weigert herhaaldelijk berouw te tonen en blijft zijn vrije gedachtegang, die tegen de sociale normen van die tijd inging, behouden. Hij blijft afwijkend tot aan zijn dood en weigert zich te verloochenen.
Dom Juan is een man die graag experimenteert. Hij biedt het hoofd aan elk nieuw probleem dat zich stelt en lost het tezelfdertijd op. Hij daagt ook God uit. De indruk wordt soms gewekt dat Dom Juan, in de scène met de arme man of in de scène van zijn bedrieglijke verlossing, wacht op een reactie van Hem. Omdat Dom Juan die reactie niet krijgt, blijft hij Gods bestaan ontkennen.

### Sganarelle
Sganarelle is als bediende de beschermer van het geloof, maar dit slechts uit angst voor daarboven. Hij is er al sinds de eerste komedies van Molière bij en als neventhema van dit stuk brengt hij zowel een menselijke toets als een komisch aspect aan. Zonder hem zou dit stuk zeer duister en treurig geweest zijn. De Sganarelle van Dom Juan onderscheidt zich echter van de andere knechten van Molière. Men kan hem beschouwen als aseksueel, omdat hij de veroveringen van Dom Juan niet ‘hergebruikt’, wat knechten wel vaker deden in de stukken van Molière.
Sganarelle maakt vaak gebruik van populaire spreekwoorden om aan te tonen dat hij verstandig is, maar hij is en blijft onhandig. Voor de paradoxale lofrede (de bekende 'éloge du Tabac' uit het eerste bedrijf, de eerste scène) hanteert Molière daarentegen een complexe literaire schrijfwijze. Hij richt zich op een verbijsterende manier tot Gusman, de knecht van Done Elvire: hij maakt daarbij geen gebruik van hun gemeenschappelijke dialect (ze zijn beiden knecht), dat Molière trouwens vaak gebruikt, maar hij praat even mooi als Dom Juan.
In de eerste scène van het eerste bedrijf verduidelijkt Sganarelle dat hij zijn meester haat, maar dat hij hem toch gehoorzaamt; eerder door lafheid dan door ethische overwegingen. Desalniettemin kunnen we ons afvragen wat zijn echte redenen precies zijn. Uiteindelijk blijft hij zijn meester smeken om berouw te tonen en bedreigt hij hem met een goddelijke straf. Zijn gedrag is wat paradoxaal. Sganarelle kan zaken aanhalen die Dom Juans dood kunnen betekenen wanneer deze aan de maatschappij worden onthuld. Maar hij is heel erg gefascineerd door deze uitzonderlijke man, die door zijn persoonlijkheid en zijn overtredingen een waanzinnige dimensie aanneemt. Waarschijnlijk vraagt hij zich af hoe ver Dom Juan kan gaan... Sganarelle wenst dus niet echt dat Dom Juan sterft. Nochtans betreurt hij zijn dood enkel omdat hij hem nog geld moest “Mijn loon! Mijn loon!”, terwijl Sganarelle in het openbaar de dood van Dom Juan rechtvaardigt en accepteert.
Op die manier is Sganarelle al even problematisch als zijn meester.

### De relatie meester – knecht
In de eerste scène schetst Sganarelle een zeer negatief beeld van zijn meester aan Gusman, de knecht van Elvire. Hij bekritiseert hem hevig door hem een omhooggevallen varken, een verwijfd man en een ketter te noemen. Hij stelt zijn meester voor als een vrijzinnige man zonder enig moreel besef: “niets is te warm of te koud voor hem”. Omdat hij Dom Juans gewoontes niet goedkeurt, probeert Sganarelle tevergeefs zijn meester tot rede te brengen: “Hij verlaagt me ertoe om toe te juichen wat mijn ziel veracht”. Bovendien gelooft Sganarelle in God en vreest hij de goddelijke woede als Dom Juan geen berouw toont. Het is duidelijk dat Sganarelle zijn meester vreest: “De angst die ik heb, is de reden van mijn ijver”. Neem nu bijvoorbeeld de vierde scène van het tweede bedrijf met de boerinnen: “mijn meester is een bedrieger […] ze wilden hem niet geloven". Maar als hij Dom Juan ziet terugkomen, herpakt hij zich snel uit vrees voor represailles. Toch neemt hij deel aan elk avontuur dat zijn voorname stoutmoedige meester onderneemt.
Sganarelle voert zijn taken als knecht zeer goed uit en doet zelfs meer dan dat. De relatie met zijn meester is bijna broederlijk. Sganarelle is zijn vertrouweling en de enige die altijd aan zijn zijde staat. Hij is zijn enige gesprekspartner. Hij is zo goed als altijd aanwezig in moeilijke tijden: met meneer Dimanche, de plattelandsvrouwen… Dom Juan lijkt wel de utopische versie van Sganarelle te zijn. Inderdaad, Dom Juan verpersoonlijkt bijna alles wat Sganarelle ooit heeft willen zijn. De knecht heeft een diepe bewondering voor het lef en de grote welbespraaktheid van zijn meester: “ Ach wat een man! Wat een man!” (na het bezoek van Dom Juan aan zijn vader). Aan de andere kant is Sganarelle triest in de laatste scène, maar wat voor hem het belangrijkste is, is zijn onbetaald loon: "Mijn loon! Mijn loon!"
Sganarelle is anderzijds, in zijn rol als dienaar van de komedie (een artefact dat eigen is aan de komedie), de bemiddelaar van het publiek. Hij is de tussenpersoon tussen het publiek en het personage van Dom Juan. In de eerste scène van het eerste bedrijf stelt hij Dom Juan voor zoals het fatsoen gebiedt, namelijk door hevig kritiek op hem te leveren. Maar hij doet dit zo onhandig dat het personage nog enige charme behoudt als hij zelf zijn passie voor zijn amoureuze veroveringen beschrijft (akte I, scène 2). Het is ook Sganarelle die Dom Juan aanzet om zijn atheïsme te bekennen of zijn rationalisme (dat geassimileerd werd door de devoten): “Ik geloof dat twee en twee gelijk is aan vier…”. Sganarelle zal bovenal de hypocrisie van Dom Juan tegenover Dom Louis aantonen, terwijl de toeschouwer er anders zou kunnen ingelopen zijn. Daarom krijgt hij ook het laatste woord, door de moraal van het stuk te tekenen, zelfs al houdt deze in: "Mijn loon! Mijn loon!": hij is en blijft immers een komiek.
Dom Juan kan niet scheiden van zijn knecht, de ene is voor de andere trouwens een middel om zich wederzijds te laten gelden. Dom Juan stelt de donkere kant van het stuk voor, terwijl Sganarelle de entertainer is, degene die de sfeer doet ontspannen, en ook de bemiddelaar van het publiek is.
Ondanks hun vriendschappelijke relaties, blijft Sganarelle een ondergeschikte. Er zal nog een eeuw voorbij moeten gaan opdat de knechten eisen beginnen te stellen, en zo hun vaste rol zullen verlaten die ze hadden in het theatrale artefact, zoals in Le mariage de Figaro van Beaumarchais.

### Ontknoping
Een tragische ontknoping, die toch komisch blijft (akte V, scène 4,5 en 6)
Dom Juan wordt meegesleurd in het hellevuur door het Standbeeld van de Commandeur.
Dom Juan sterft en het lijkt alsof de toeschouwer in de ontknoping van een tragedie is terechtgekomen. Maar heel snel komt het komische aspect terug met de laatste repliek van Sganarelle: " Mijn loon! Mijn loon! " ; een Sganarelle die aangedaan is, niet door de dood van zijn meester, maar door het verlies van zijn geld.
De straf van Dom Juan kan als voorbeeld dienen: een man die alle sociale wetten trotseert en de goddelijke macht niet kan overleven. Toch maakt het komische van deze repliek het gewilde effect ongedaan: God heeft niet het laatste woord. Het stuk eindigt op een komische manier en de knecht Sganarelle spreekt een moraal uit. De straf is misschien niet zo fataal voor Dom Juan, die gedurende het hele stuk God blijft uitdagen: nu hij wel zeker is dat God bestaat, kan de laatste uitroep van deze verleider ook gezien worden als een laatste en fatale orgasmekreet. De afloop van Dom Juan kan niet echt een ontknoping genoemd worden omdat die nogal dubbelzinnig is.
God gooit alle mogelijke middelen in de strijd om Dom Juan te overtuigen, maar besluit uiteindelijk om geweld te gebruiken. Ten slotte zal niemand erin slagen om Dom Juan te overtuigen en zijn manier van denken te overtreffen: Dom Juan toont geen berouw.
Molière heeft Dom Juan (een vrijzinnige man, uitgevonden door Tirso de Molina in 1630) tot de rang van een mythe verheven, door hem diepzinnigheid en enige complexiteit toe te schrijven.

## Register
Wat de ontknoping betreft is het een tragisch stuk, maar er wordt doorheen het hele stuk een komisch register gehanteerd. Deze mengeling van stijlen die de regels van het classicisme niet respecteert, maakt van Dom Juan een bizar stuk.

## Beroemde citaten
- « Wat Aristoteles en de hele filosofie ook mogen zeggen, niks kan tabak evenaren. Het is de passie van de eerlijke mens en wie leeft zonder tabak is het niet waard te leven. » (Sganarelle, 1e akte, scene 1)
- « Het is verschrikkelijk dat het bij grote grote heren vaak kersen eten is. » (Sganarelle, 1e akte, scene 1)
- « Eigenlijk heeft een opkomende lust een onverklaarbaar charme, en al het plezier van de liefde zit hem in de verandering. » (Dom Juan, 1e akte, scene 2)
- « Ik geloof dat twee plus twee vier is, Sganarelle, en dat vier plus vier acht is. » (Dom Juan, 3e akte, scene 1)
- « Ik wil je een Louis d’Or (een gouden munt) geven, en ik geef je die voor de liefde van de mensheid. » (Dom Juan, 3e akte, scene 2)
- « De geboorte betekent niks als ze niet deugdzaam is. » (Don Louis, 4e akte, scene 4)
- « Hypocrisie is een populaire ondeugd, en alle populaire ondeugden gelden als deugdzaamheden. » (Dom Juan, 5e akte, scene 2)

## Verfilmingen
- Dom Juan ou le Festin de Pierre, Franse televisiefilm (1965) van Marcel Bluwal, met Michel Piccoli en Claude Brasseur.
- Dom Juan, Franse film (1998) van Jacques Weber, met Jacques Weber en Michel Boujenah.